# Nucula tamatavica
Nucula tamatavica is een tweekleppigensoort uit de familie van de Nuculidae. De wetenschappelijke naam van de soort is voor het eerst geldig gepubliceerd in 1943 door Odhner.